# Günter Lampert

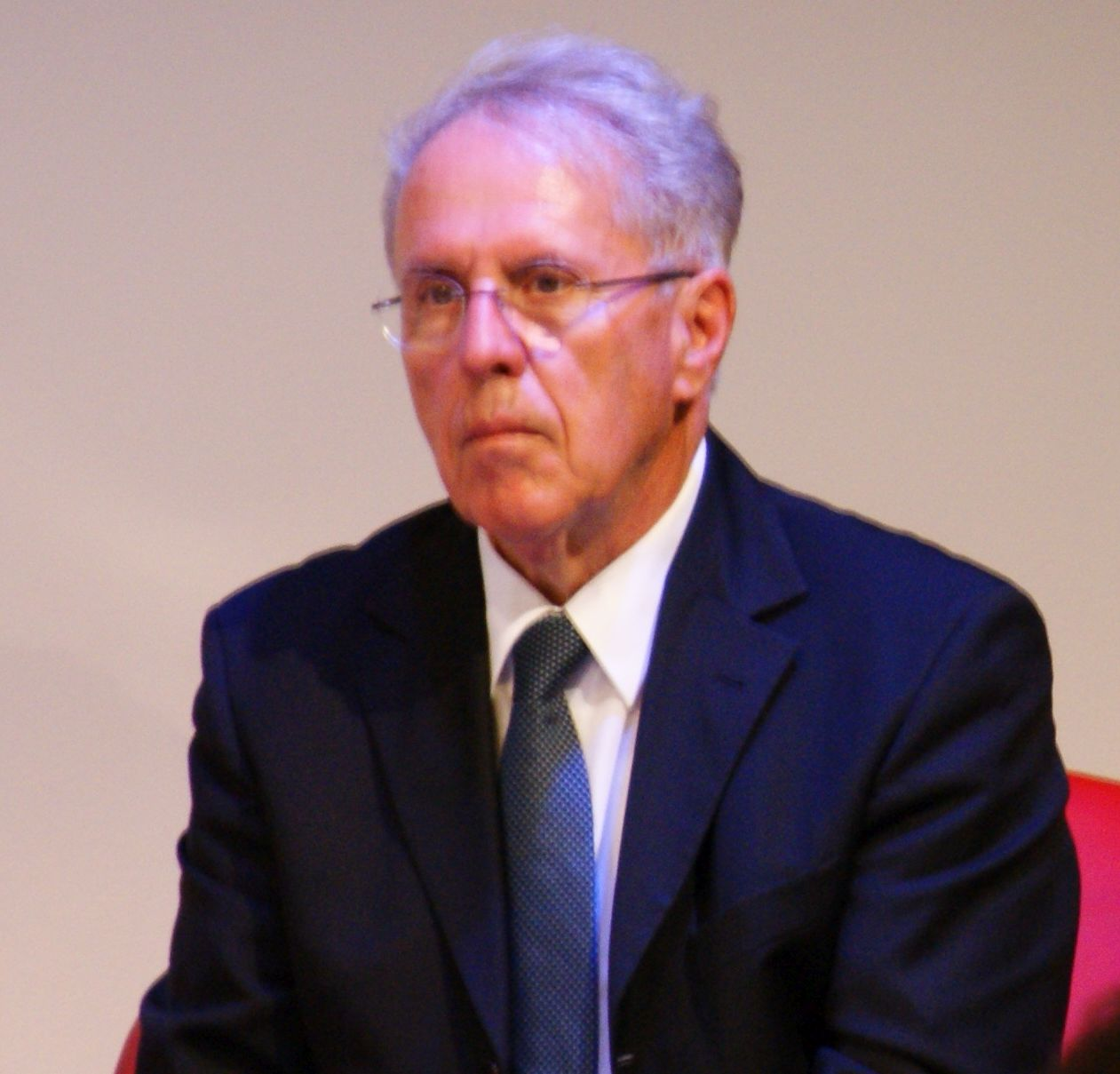
Günter Lampert anlässlich der Sozialkonferenz 2019 des Pensionistenverbandes in Wien

Günter Lampert (* 27. November 1941 in Feldkirch) ist ein ehemaliger österreichischer Politiker (ÖVP) aus dem Bundesland Vorarlberg.
Günter Lampert war von 1990 bis 2000 Vize-Bürgermeister seiner Heimatstadt Feldkirch und von 1989 bis 2002 Abgeordneter zum Vorarlberger Landtag. Ab 1994 war er zudem Vizepräsident des Landtags.

## Politisches Wirken
Günter Lampert wurde am 27. November 1941 als Sohn des Postbeamten Othmar Lampert und dessen Ehefrau Rosa in Feldkirch geboren. In der Walgaugemeinde Frastanz wuchs Lampert auf und besuchte die Volksschule. Der gelernte Bäcker und Zollwachebeamte wurde erstmals politisch tätig am 13. April 1976, als er für die Volkspartei zum Ersatzmitglied der Feldkircher Stadtvertretung und Ortsvorsteher der Fraktion Nofels (ab 1975) gewählt wurde. Ortsvorsteher von Nofels blieb Lampert in weiterer Folge 15 Jahre lang, während er bereits 1976 als ordentliches Mitglied in die Stadtvertretung berufen wurde. Ab dem Jahr 1980 war er als Stadtrat für Soziales in seiner Heimatstadt tätig. Von 1985 bis 1993 hatte Lampert als Stadtrat das Jugendressort inne. Am 25. April 1990 wurde er zudem zum Vize-Bürgermeister der Stadt Feldkirch gewählt und schied aus dieser Funktion erst zehn Jahre später, im Jahr 2000 aus.
Nach der Landtagswahl in Vorarlberg 1989 zog Günter Lampert für die Vorarlberger Volkspartei als Abgeordneter in den Vorarlberger Landtag ein. Am 4. Oktober 1994 wurde er dessen erster Vize-Präsident, was er eine Legislaturperiode lang blieb. Mit der Angelobung des neuen Landtags am 5. Oktober 1999 wurde er zum zweiten Vize-Präsidenten gewählt und blieb dies in der Folge bis zu seinem Ausscheiden aus dem Landtag am 31. Dezember 2002.

## Auszeichnungen
- 2001 Feldkircher Ehrenring
- 2002 Silbernes Ehrenzeichen des Landes Vorarlberg.[1]
- 2008 Silbernes Ehrenzeichen der Diözese Feldkirch
- 2008 Silbernen Ehrenzeichen für Verdienste um die Republik Österreich[2]
- 2009 Toni-Russ-Preis der Vorarlberger Nachrichten[3]